# Afrika-Cup 2006/Gruppe C
| Pl. | Land      | Sp. | S | U | N | Tore    | Diff. | Punkte |
| --- | --------- | --- | - | - | - | ------- | ----- | ------ |
| 1.  | Guinea    | 3   | 3 | 0 | 0 | 007:100 | +6    | 09     |
| 2.  | Tunesien  | 3   | 2 | 0 | 1 | 006:400 | +2    | 06     |
| 3.  | Sambia    | 3   | 1 | 0 | 2 | 003:600 | −3    | 03     |
| 4.  | Südafrika | 3   | 0 | 0 | 3 | 000:500 | −5    | 0      |

Der Artikel gibt Auskunft über die Spiele der Gruppe C beim Afrika-Cup 2006 in Ägypten.

## Tunesien – Sambia 4:1 (1:1)
| Tunesien                                                         | Tunesien | Sambia | Sambia |
| ---------------------------------------------------------------- | --- | --- | ------ |
| Tunesien                                                         | \| 1. Spieltag \| \| 22. Januar um 16:15 Uhr in Harras El-Hedoud Stadium (Alexandria) \| \| Ergebnis: 4:1 (1:1) \| \| Zuschauer: 28.000 \| \| Schiedsrichter: Eddy Maillet (Seychellen) \|                                                                               | \| 1. Spieltag \| \| 22. Januar um 16:15 Uhr in Harras El-Hedoud Stadium (Alexandria) \| \| Ergebnis: 4:1 (1:1) \| \| Zuschauer: 28.000 \| \| Schiedsrichter: Eddy Maillet (Seychellen) \|                                                                             | Sambia |
| Tunesien                                                         | Ali Boumnijel – Hatem Trabelsi, Radhi Jaïdi, Karim Haggui, José Clayton (69. Anis Ayari) – Adel Chedli, Kaies Ghodhbane, Riadh Bouazizi , Sofiane Melliti (79. Hamed Namouchi) – Francileudo Silva dos Santos, Ziad Jaziri (72. Jawhar Mnari) Cheftrainer: Roger Lemerre | George Kolola – Clive Hachilensa, Joseph Musonda, Kennedy Nketani, Elijah Tana – Mumamba Numba (65. Felix Katongo), Chris Katongo, Isaac Chansa (65. Andrew Sinkala), James Chamanga – Collins Mbesuma, Lameck Njovu (88. Rainford Kalaba) Cheftrainer: Kalusha Bwalya | Sambia |
| Tunesien                                                         | 1:1 Francileudo Silva dos Santos (35.) 2:1 Riadh Bouazizi (51.) 3:1 Francileudo Silva dos Santos (82.) 4:1 Francileudo Silva dos Santos (90.) | 0:1 James Chamanga (9.) | Sambia |
| Tunesien                                                         | Riadh Bouazizi (4.), Ziad Jaziri (43.) | Lameck Njovu (13.) | Sambia |
| 1. Spieltag                                                      | | |        |
| 22. Januar um 16:15 Uhr in Harras El-Hedoud Stadium (Alexandria) | | |        |
| Ergebnis: 4:1 (1:1)                                              | | |        |
| Zuschauer: 28.000                                                | | |        |
| Schiedsrichter: Eddy Maillet (Seychellen)                        | | |        |

## Südafrika – Guinea 0:2 (0:0)
| Südafrika                                                        | Südafrika | Guinea | Guinea |
| ---------------------------------------------------------------- | --- | --- | ------ |
| Südafrika                                                        | \| 1. Spieltag \| \| 22. Januar um 19:00 Uhr in Harras El-Hedoud Stadium (Alexandria) \| \| Ergebnis: 0:2 (0:0) \| \| Zuschauer: 27.000 \| \| Schiedsrichter: Mohamed Benouza (Algerien) \|                                                                      | \| 1. Spieltag \| \| 22. Januar um 19:00 Uhr in Harras El-Hedoud Stadium (Alexandria) \| \| Ergebnis: 0:2 (0:0) \| \| Zuschauer: 27.000 \| \| Schiedsrichter: Mohamed Benouza (Algerien) \|                                                                                 | Guinea |
| Südafrika                                                        | Calvin Marlin – Pierre Issa, Mbulelo Mabizela, Ricardo Katza, Jimmy Tau – Daniel Tshabalala, Benedict Vilakazi, Benni McCarthy, Siyabonga Nomvete (57. Siphiwe Tshabalala) – Lebohang Mokoena (66. Siyabonga Nkosi), Sibusiso Zuma Cheftrainer: Theodore Dumitru | Naby Diarso – Bobo Baldé , Ibrahima Sory Camara, Kanfory Sylla, Oumar Kalabane – Daouda Jabi, Pascal Feindouno, Pablo Thiam, Kaba Diawara (69. Sambégou Bangoura) – Fodé Mansaré (83. Ousmane Bangoura), Ismaël Bangoura (73. Ibrahima Bangoura) Cheftrainer: Patrice Neveu | Guinea |
| Südafrika                                                        | 0:1 Sambégou Bangoura (76.) 0:2 Ousmane Bangoura (87.) | | Guinea |
| Südafrika                                                        | Bobo Baldé (44.), Kanfory Sylla (54.), Pablo Thiam (89.) | | Guinea |
| 1. Spieltag                                                      | | |        |
| 22. Januar um 19:00 Uhr in Harras El-Hedoud Stadium (Alexandria) | | |        |
| Ergebnis: 0:2 (0:0)                                              | | |        |
| Zuschauer: 27.000                                                | | |        |
| Schiedsrichter: Mohamed Benouza (Algerien)                       | | |        |

## Sambia – Guinea 1:2 (1:0)
| Sambia                                                           | Sambia | Guinea | Guinea |
| ---------------------------------------------------------------- | --- | --- | ------ |
| Sambia                                                           | \| 2. Spieltag \| \| 26. Januar um 16:15 Uhr in Harras El-Hedoud Stadium (Alexandria) \| \| Ergebnis: 1:2 (1:0) \| \| Zuschauer: 24.000 \| \| Schiedsrichter: Emmanuel Imiere (Nigeria) \|                               | \| 2. Spieltag \| \| 26. Januar um 16:15 Uhr in Harras El-Hedoud Stadium (Alexandria) \| \| Ergebnis: 1:2 (1:0) \| \| Zuschauer: 24.000 \| \| Schiedsrichter: Emmanuel Imiere (Nigeria) \|                                                                               | Guinea |
| Sambia                                                           | George Kolola – Joseph Musonda, Kennedy Nketani, Billy Mwanza, Elijah Tana – Andrew Sinkala, Chris Katongo, James Chamanga, Felix Katongo (77. Isaac Chansa) – Collins Mbesuma, Lameck Njovu Cheftrainer: Kalusha Bwalya | Naby Diarso – Bobo Baldé , Ibrahima Sory Camara, Oumar Kalabane, Daouda Jabi, Mohamed Sylla, Pascal Feindouno, Pablo Thiam (90. Kanfory Sylla), Fodé Mansaré, Ibrahima Bangoura (55. Ibrahima Yattara), Sambégou Bangoura (75. Kaba Diawara) Cheftrainer: Kalusha Bwalya | Guinea |
| Sambia                                                           | 1:0 Elijah Tana (34.) | 1:1 Pascal Feindouno (74./Elfmeter) 1:2 Pascal Feindouno (90.) | Guinea |
| Sambia                                                           | Andrew Sinkala (42.), George Kolala (72.), Billy Mwanza (84.) | Mohamed Sylla (23.), Daouda Jabi (40.) | Guinea |
| 2. Spieltag                                                      | | |        |
| 26. Januar um 16:15 Uhr in Harras El-Hedoud Stadium (Alexandria) | | |        |
| Ergebnis: 1:2 (1:0)                                              | | |        |
| Zuschauer: 24.000                                                | | |        |
| Schiedsrichter: Emmanuel Imiere (Nigeria)                        | | |        |

## Tunesien – Südafrika 2:0 (1:0)
| Tunesien                                                         | Tunesien | Südafrika | Südafrika |
| ---------------------------------------------------------------- | --- | --- | --------- |
| Tunesien                                                         | \| 2. Spieltag \| \| 26. Januar um 19:00 Uhr in Harras El-Hedoud Stadium (Alexandria) \| \| Ergebnis: 2:0 (1:0) \| \| Zuschauer: 10.000 \| \| Schiedsrichter: Divine Evehe (Kamerun) \|                                                                 | \| 2. Spieltag \| \| 26. Januar um 19:00 Uhr in Harras El-Hedoud Stadium (Alexandria) \| \| Ergebnis: 2:0 (1:0) \| \| Zuschauer: 10.000 \| \| Schiedsrichter: Divine Evehe (Kamerun) \| | Südafrika |
| Tunesien                                                         | Ali Boumnijel – Hatem Trabelsi , Radhi Jaïdi, Anis Ayari, Karim Haggui – Adel Chedli, Jawhar Mnari, Selim Benachour (79. Issam Jemâa), Hamed Namouchi – Francileudo Silva dos Santos (82. Haykel Gmamdia), Chaouki Ben Saada Cheftrainer: Roger Lemerre | Calvin Marlin – Pierre Issa, Mbulelo Mabizela, Ricardo Katza (65. Siboniso Gaxa), Vuyo Mere – Elrio van Heerden (81. Katlego Mphela), Daniel Tshabalala, Benedict Vilakazi, Benni McCarthy, Siyabonga Nomvete, Lebohang Mokoena, Sibusiso Zuma (73. Siyabonga Nkosi) Cheftrainer: Theodore Dumitru | Südafrika |
| Tunesien                                                         | 1:0 Francileudo Silva dos Santos (32.) 2:0 Selim Benachour (57.) | | Südafrika |
| Tunesien                                                         | Sibusiso Zuma (22.) | | Südafrika |
| 2. Spieltag                                                      | | |           |
| 26. Januar um 19:00 Uhr in Harras El-Hedoud Stadium (Alexandria) | | |           |
| Ergebnis: 2:0 (1:0)                                              | | |           |
| Zuschauer: 10.000                                                | | |           |
| Schiedsrichter: Divine Evehe (Kamerun)                           | | |           |

## Tunesien – Guinea 0:3 (0:1)
| Tunesien                                                         | Tunesien | Guinea | Guinea |
| ---------------------------------------------------------------- | --- | --- | ------ |
| Tunesien                                                         | \| 3. Spieltag \| \| 30. Januar um 18:00 Uhr in Harras El-Hedoud Stadium (Alexandria) \| \| Ergebnis: 0:3 (0:1) \| \| Zuschauer: 18.000 \| \| Schiedsrichter: Shamsul Maidin (Singapur) \|                                                                       | \| 3. Spieltag \| \| 30. Januar um 18:00 Uhr in Harras El-Hedoud Stadium (Alexandria) \| \| Ergebnis: 0:3 (0:1) \| \| Zuschauer: 18.000 \| \| Schiedsrichter: Shamsul Maidin (Singapur) \|                                                                                           | Guinea |
| Tunesien                                                         | Hamdi Kasraoui – José Clayton, Radhi Jaïdi (59. Karim Haggui), Amir Haj Massaoud, Issam Merdassi – Kaies Ghodhbane , Jawhar Mnari, Sofiane Melliti, Hamed Namouchi (79. Adel Chedli) – Haykel Gmamdia, Amine Ltaïef (55. Issam Jemâa) Cheftrainer: Roger Lemerre | Naby Diarso – Kanfory Sylla, Oumar Kalabane (57. Ibrahima Sory Camara), Mamadou Alimou Diallo, Mamadi Kaba, Morlaye Cissé, Ousmane Bangoura (79. Sékouba Camara), Ibrahima Souare, Kaba Diawara, Ismaël Bangoura, Ibrahima Yattara (56. Pascal Feindouno) Cheftrainer: Patrice Neveu | Guinea |
| Tunesien                                                         | 0:1 Ousmane Bangoura (16.) 0:2 Pascal Feindouno (69.) 0:3 Kaba Diawara (90.) | | Guinea |
| Tunesien                                                         | Hamed Namouchi (26.), Radhi Jaïdi (57.), Issam Jemâa (86.) | Morlaye Cissé (23.), Mamadi Kaba (38.) | Guinea |
| Tunesien                                                         | Issam Merdassi (83.) | | Guinea |
| 3. Spieltag                                                      | | |        |
| 30. Januar um 18:00 Uhr in Harras El-Hedoud Stadium (Alexandria) | | |        |
| Ergebnis: 0:3 (0:1)                                              | | |        |
| Zuschauer: 18.000                                                | | |        |
| Schiedsrichter: Shamsul Maidin (Singapur)                        | | |        |

## Sambia – Südafrika 1:0 (0:0)
| Sambia                                                     | Sambia | Südafrika | Südafrika |
| ---------------------------------------------------------- | --- | --- | --------- |
| Sambia                                                     | \| 3. Spieltag \| \| 30. Januar um 18:00 Uhr in Alexandria Stadium (Alexandria) \| \| Ergebnis: 1:0 (0:0) \| \| Zuschauer: 4.000 \| \| Schiedsrichter: Essam Abd El Fatah (Ägypten) \|                                                                          | \| 3. Spieltag \| \| 30. Januar um 18:00 Uhr in Alexandria Stadium (Alexandria) \| \| Ergebnis: 1:0 (0:0) \| \| Zuschauer: 4.000 \| \| Schiedsrichter: Essam Abd El Fatah (Ägypten) \|                                                                                                   | Südafrika |
| Sambia                                                     | Kennedy Mweene – Clive Hachilensa, Joseph Musonda, Kennedy Nketani, Elijah Tana – Andrew Sinkala, Chris Katongo, James Chamanga, Felix Katongo (64. Dube Phiri) – Collins Mbesuma (77. Linos Chalwe), Lameck Njovu (69. Ian Bakala) Cheftrainer: Kalusha Bwalya | Calvin Marlin – Pierre Issa, Mbulelo Mabizela , Tsepo Masilela, Jimmy Tau – Daniel Tshabalala (63. Elrio van Heerden), Siphiwe Tshabalala, Mlungisi Gumbi, Siyabonga Nkosi (80. Lebohang Mokoena), Siyabonga Nomvete (68. Joseph Makhanya), Katlego Mphela Cheftrainer: Theodore Dumitru | Südafrika |
| Sambia                                                     | 1:0 Chris Katongo (75.) | | Südafrika |
| Sambia                                                     | Lameck Njovu (16.), Joseph Musonda (43.) | Daniel Tshabalala (79.) | Südafrika |
| 3. Spieltag                                                | | |           |
| 30. Januar um 18:00 Uhr in Alexandria Stadium (Alexandria) | | |           |
| Ergebnis: 1:0 (0:0)                                        | | |           |
| Zuschauer: 4.000                                           | | |           |
| Schiedsrichter: Essam Abd El Fatah (Ägypten)               | | |           |